# Pelagio da Oviedo
Pelagio da Oviedo (... – Santillana del Mar, 28 gennaio 1153) fu vescovo di Oviedo, come ausiliare dal 1098 al 1102 quando divenne titolare della sede, cattedra che mantenne fino al 1130, quando venne destituito; lo fu ancora poi per breve tempo, dal 1142 al 1143.
Era anche un attivo scrittore delle Cronache del tempo e sovrintese alla maggior parte dei centri scriptori spagnoli del tempo che produssero l'ampio Corpus Pelagianum al quale Pelagio contribuì con il suo Chronicon regum Legionensium (Cronaca del regno di León). Il suo lavoro come storico è generalmente attendibile, ma per i documenti falsificati, interpolati e alterati ad arte, che uscirono dal suo laboratorio, egli venne chiamato el Fabulador ("il Favolista") e il "principe dei falsari".

## Biografia
La data e luogo di nascita di Pelagio sono ignoti e controversi. Il Liber testamentorum comprende una genealogia che fa ritenere che Pelagio possa essere connesso alle famiglie dell'Asturia occidentale che fondarono i monasteri di Coria e Lapedo. Egli fece inoltre fece donazioni di proprietà che egli stesso aveva in Villamoros e in Trobajuelo, presso León, il che fa presumere un collegamento Leonese.
Le prime notizie su Pelagio sono riferite al suo diaconato in Oviedo nel 1096 e alla sua promozione ad arcidiacono nel 1097. La sua consacrazione a vescovo ausiliare di Martino I il 29 dicembre 1098 e quattro anni dopo egli successe a Martino I nella cattedra episcopale di Oviedo, scelto dal re Alfonso VI e intraprese con vigore la difesa delle proprietà e della giurisdizione della diocesi. L'arcivescovo di Toledo, il benedettino Bernard de Sedirac, aspirava ad incorporare le sedi Oviedo, León e di Palencia come suffraganee di quella di Toledo, contro la volontà dei rispettivi vescovi, e nel 1099 papa Urbano II diede le relative disposizioni. Nel 1104 Pelagio e Pietro, vescovo di León, si recarono a Roma a perorare la loro causa presso il nuovo pontefice Pasquale II, che garantì loro il privilegio dell'esenzione e li rese dipendenti direttamente dalla Santa Sede (1105). Nel contempo Pelagio aveva intrapreso una causa contro il nobile e condottiero spagnolo Fernando Díaz, cognato di El Cid, contro la moglie Enderquina Muñoz e contro l'abate del monastero di San Giovanni Battista di Corias, per mantenere i suoi diritti di signoria nelle Asturie. Egli fu anche coinvolto in conflitti giuridici con le sedi episcopali limitrofe, quella di Burgos e quella di Lugo e tra il 1109 e il 1113 dovette respingere parimenti le pretese dell'arcidiocesi di Braga. Nel 1121 l'Arcidiocesi di Toledo ottenne da papa Callisto II la rimozione della esenzione accordata da papa Pasquale II nel 1105, sebbene questa fosse poi ripristinata nel 1122.
Per quanto riguarda i rapporti di Pelagio con il re Alfonso VI, questi furono buoni, così come quelli del successore, la figlia Urraca. Dopo il 1106 non vi fu più alcuna nomina di Conte delle Asturie e sembra che il titolo decadesse, lasciando il posto a quello di Castellano, un homo novus che lo rimpiazzasse, ma con molto minori poteri. Tutto ciò naturalmente favoriva Pelagio e la sua diocesi, poiché le Asturie ne stavano al centro. Pelagio sostenne politicamente Urraca contro il marito, Alfonso I di Aragona, e contro il figlio Alfonso Raimundez, futuro Alfonso VII di León, in conflitto con la madre dopo il 1110. Ella in cambio fece numerose donazioni in tre occasioni diverse: nel 1112, 1118, e nel 1120. Pelagio fu l'asturiano prevalente a corte, omologando quindici atti reali durante il suo regno. Pelagio ebbe un suo ruolo nella riconciliazione fra la regina e il figlio nel consiglio della corona tenutosi a Sahagún nel 1116. Dopo l'assunzione del potere da parte di Alfonso, Pelagio non recuperò più la sua importanza, egli fece solo rare apparizioni alla corte del nuovo re, dal quale non ricevette regalo alcuno.

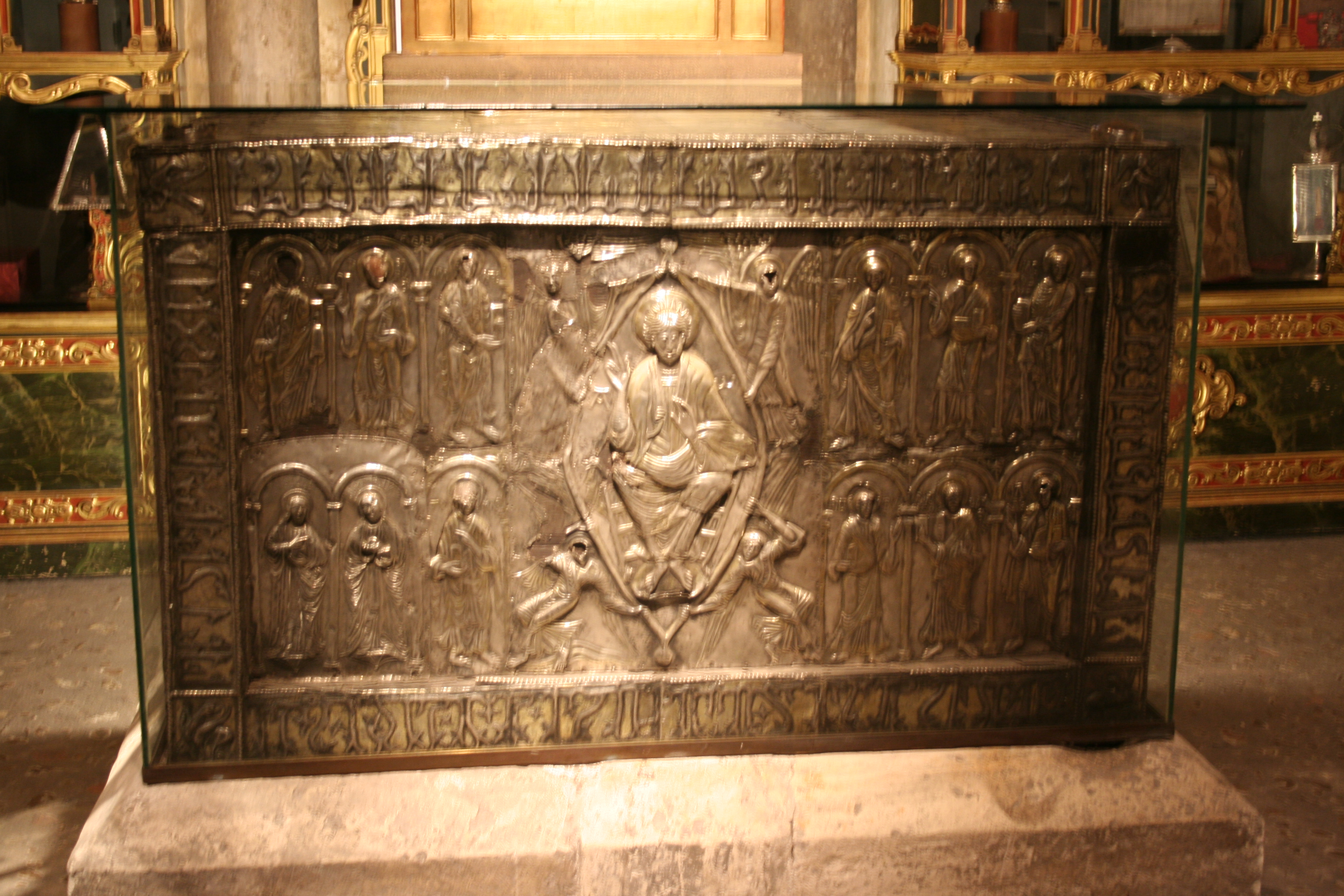
LArca Santa di Oviedo può essere datata all'episcopato di Pelagio.

Nel 1130 Pelagio venne destituito da un sinodo presieduto a Carrión de los Condes dal cardinale Uberto Rossi Lanfranchi insieme ai vescovi di León e di Salamanca e all'abate di Samos, per essersi opposti nel 1127 alle nozze del re con Berengaria di Barcellona per la loro consanguineità. La loro deposizione aveva in realtà una motivazione politica e fu architettata da Alfonso e dal vescovo di Santiago di Compostela Diego Gelmírez
Nel corso dell'ultimo decennio dell'XI secolo e del primo del XII Santiago di Compostela divenne una delle mete principali di pellegrinaggi dei fedeli cattolici, promosso anche con l'attività del suo arcivescovo, Diego Gelmírez. La rivalità fra Pelagio e Diego può essere vista nel tentativo di stabilire un primato di attrazione per pellegrini fra Santiago e Oviedo, che vantava le numerose reliquie della sua Cattedrale di San Salvador, custodite nell'attigua chiesa denominata Cámara Santa, e in particolare quella del presunto sudario di Cristo.
A Pelagio è attribuita la costruzione dell'Arca Santa, contenitore delle requie poste nella Cámara Santa.
Pelagio rimase in Oviedo e continuò ad essere chiamato vescovo. Quando il suo successore Alfonso morì nel gennaio del 1142, Pelagio prese nuovamente tra le sue mani l'amministrazione della diocesi fino all'estate del 1143. Dal giugno la sede venne amministrata dall'arcidiacono Froila Garcés e quindi Martino II venne nominato alla sede di Oviedo nel concilio tenutosi a Valladolid.
Pelagio progettò le proprie esequie ed ebbe uno spazio riservato alla sua tomba nella Cattedrale di San Salvatore. Tuttavia la morte giunse inaspettata mentre visitava Santillana del Mar e lì venne sepolto.

## Opere
Il complesso delle opere di Pelagio va sotto il nome di Corpus Pelagianum. Fra i suoi scritti vi è un breve trattato sulle origini delle città di Lèon, Oviedo, Toledo e Saragozza in 1142. Nel XVI secolo Ambrogio de Morales scoprì nella biblioteca della Cattedrale di Oviedo un manoscritto intitolato Numerose genealogie delle [Sacre] Scritture fino a Nostra Signora e Sant'Anna, una genealogia della Vergine e di Sant'Anna, che venne attribuito a Pelagio. Questo manoscritto è andato perduto, ma la sua esistenza mostra l'interesse di Pelagio verso la famiglia estesa di Gesù e la sua nonna materna.
Il suo  Chronicon venne composto come continuazione di una serie di cronache raccolte insieme e copiate nel Liber chronicorum, la parte principale del Corpus Pelagianum. Questo comprendeva la Historia Gothorum di Sant'Isidoro, la Chronica ad Sebastianum, e il Chronicon di Sampiro (che fu pesantemente interpolato, ma infine troncato).
Pelagio aveva inoltre raccolto e copiato tutti gli atti giuridici della diocesi in un massiccio cartolario chiamato Liber testamentorum o Libro (gótico) de los testamentos, compilato intorno al 1120, forse nel Monastero dei Santi Facondo e Primitivo a Sahagún. Sebbene esso contenga interpolazioni e falsificazioni di documenti, effettuate allo scopo di sostenere le ragioni della diocesi di Oviedo, rimane un documento importante per le ricerche storiche. È illustrato con miniature colorate in stile romanico ed è il più importante documento per quel periodo di storia della pittura in Spagna.